# 경덕 (북송)
경덕(景德, 1004년 ~ 1008년 1월)은 북송 진종(眞宗) 조항(趙恆)의 두번째 연호이다. 5년 가량 사용하였다.

## 개원
- 함평(咸平) 7년 1월 1일[1](1004년 1월 25일)에 연호를 경덕(景德)으로 개원함.[2][3][4][5]

- 경덕(景德) 5년 1월 6일[6](1008년 2월 15일)에 연호를 대중상부(大中祥符)로 개원함.[2][7][4][5]

## 연대 대조표
| 경덕       | 원년            | 2년        | 3년        | 4년        | 5년        |
| 서기(西紀) | 1004년          | 1005년     | 1006년     | 1007년     | 1008년     |
| 간지(干支) | 갑진(甲辰)      | 을사(乙巳) | 병오(丙午) | 정미(丁未) | 무신(戊申) |
| 요(遼)     | 통화(統和) 22년 | 23년       | 24년       | 25년       | 26년       |

## 동시대 연호

### 중국
요(遼)
- 통화(統和) (983년 ~ 1012년)

대리국(大理國)
- 명치(明治) (997년 ~ 1005년)
- 명응(明應) (1006년 ~ 1009년)

### 베트남
- 응티엔(應天) (994년 ~ 1007년)
- 까인투이(景瑞) (1008년 ~ 1009년)

### 일본
- 조호(長保) (999년 ~ 1004년)
- 간코(寬弘) (1004년 ~ 1012년)

## 같이 보기
- 중국의 연호 목록